# Larisa Iordache
Larisa Iordache (nombre completo: Larisa Andreea Iordache /la'risa and'reja jor'dake/)  (19 de junio de 1996 - ) es una gimnasta artística rumana retirada que formó parte del equipo nacional rumano de 2008 a 2021. Compitió en los Juegos Olímpicos de Londres 2012 y Tokio 2020.
Doble campeón y medallista de plata del Campeonato Europeo de Gimnasia de 2012. Medallista olímpica de bronce en Londres 2012.
En Rumania la llaman la nueva Nadia Comăneci.

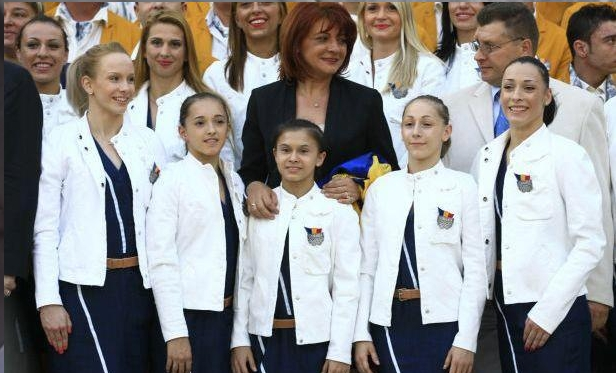
Larisa Iordake con el equipo olímpico de Rumania, 2012

Poco antes de los Juegos Olímpicos de Londres 2012 Larisa Iordache desarrolló una inflamación dolorosa llamada fascitis plantar en la pierna izquierda. Más precisamente, la pierna le dolía y antes, el dolor persistió a pesar de tratamiento, y en Londres, Larisa fue sometida a una resonancia magnética que reveló la fascitis plantar. Esto redujo las posibilidades de éxito del equipo rumano que en mayo había ganado el Campeonato de Europa. También no estaba claro si en la final de equipos Larisa podría actuar en todas las 4 modalidades para cualificar para el all-around individual.

## Juegos Olímpicos de Londres 2012
Durante los Juegos Olímpicos Iordache se clasificó en la final del all-around individual en novena posición con 57.800 puntos, con una puntuación de 15.100 en salto, 14.100 en barras asimétricas, 14.800 en la barra de equilibrio y 13.800 en suelo. Su compañera Diana Bulimar se clasificó en la barra de equilibrios con 14.866 puntos, pero decidió ceder su puesto a Iordache porque tenía más posibilidades de ganar una medalla, con lo que la clasificó a la barra de equilibrios.
En las finales Larisa quedó en novena posición en la all-around individual con 57.965 puntos, con una puntuación de 14.933 en salto, 14.233 en barras asimétricas, 14.966 en barra de equilibrios y 13.833 en suelo y en la final de barra de equilibrios quedó en sexta posición con 14.200 puntos tras una caída de la barra.